# Antonio Pildain y Zapiain
Antonio Pildain y Zapiain (Lezo, Guipúzcoa, 17 de enero de 1890 - Las Palmas de Gran Canaria, 7 de mayo de 1973) fue un obispo español. Ocupó el cargo de obispo de Canarias entre 1936 y 1966. Su pontificado ha sido el más largo en la historia de la diócesis y está considerado como uno de los personajes más relevantes de Canarias durante el siglo XX. También tuvo un breve paso por la política, siendo diputado en el Congreso entre 1931 y 1933.

## Biografía

### Primeros años
Nació en la localidad guipuzcoana de Lezo el 17 de enero de 1890. Su padre Gabriel Pildain Arrevia, era marino mercante y fue práctico del puerto de Pasajes. Su madre, María Zapiain Arrillaga, era maestra de primeras letras. 

### Formación
Tras unos primeros estudios en su localidad natal, ingresó en el Seminario de Andoáin donde estudió latín y humanidades, y de ahí pasó al Seminario de Vitoria, donde estudió Filosofía. Pildain fue un alumno brillante, que obtuvo siempre las mejores calificaciones, lo que le permitió ser becado para proseguir sus estudios en Roma, como colegial del Pontificio Colegio Español, donde ingresó en 1907. Entre 1907 y 1912 estudió Teología en la Pontificia Universidad Gregoriana, obteniendo el doctorado en Sagrada Teología con la máxima calificación. A Pildain le fue otorgado el premio Internacional al Doctorado. Fue ordenado sacerdote el 13 de septiembre de 1913.
Pildain era políglota. Conocía y hablaba perfectamente siete idiomas: español, francés, italiano, vascuence, latín, griego y hebreo. Era aficionado a la música, especialmente al canto gregoriano y a la música clásica, particularmente la de Schubert. También era aficionado a la literatura clásica y a la pelota vasca.

### Vida sacerdotal y docente
Su primer destino como sacerdote fue el de catedrático de Lengua Hebrea, de Historia de la Filosofía y de Teología Dogmática en el Seminario de Vitoria, donde había iniciado sus estudios como sacerdote.
En 1918 obtuvo, por oposición, el cargo de canónigo lectoral de la Catedral de Vitoria, que había quedado vacante por el nombramiento de Mateo Múgica como obispo. Durante la siguiente década Pildain se destacó como un brillante orador. Tanto de Madrid como de otras ciudades españolas se le reclamaba para escucharle hablar desde el púlpito en celebraciones litúrgicas.

### Incursión en política durante la Segunda República
Con el advenimiento de la Segunda República en abril de 1931 tras el exilio del rey Alfonso XIII; en el País Vasco y Navarra se organizó una coalición católico-fuerista para presentar candidaturas conjuntas a las Elecciones generales de España de 1931. Esa coalición agrupaba a las dos ramas entonces existentes del carlismo, monárquicos alfonsinos, el PNV (nacionalistas vascos) y otros grupos católicos afines. Los ejes de dicha candidatura eran por un lado la defensa de los derechos de la Iglesia católica, atacando fuertemente las disposiciones adoptadas por el gobierno provisional republicano sobre la libertad de cultos y la exclusión de la enseñanza religiosa católica del plan de estudios; y por otro lado la reintegración de los Fueros vasco-navarros abolidos en 1839 mediante un estatuto de autonomía vasco (Estatuto de Estella).
Antonio Pildain se presentó por Guipúzcoa como católico independiente dentro de dicha coalición, que en este territorio se llamó Candidatura Pro-Estatuto Vasco y salió elegido diputado, siendo el candidato más votado de dicha circunscripción en las elecciones del 28 de junio de 1931, con 35.942 votos. Tanto Pildain como sus compañeros de las coaliciones católico-fueristas formaron en las Cortes la denominada Minoría Vasco-Navarra, formada por un total de 15 diputados.
En el mitin que se celebró en Guernica el 12 de julio del mismo año, Pildain dijo entre otras cosas

Aquí tenéis a este pobrecito sacerdote al que con esta ilusión...habéis querido elegir Diputado vuestro para que vaya a defender el Estatuto de Estella y lo que constituye la característica, lo que constituye el distintivo, lo que constituye el alma iba a decir del Estatuto de Estella, la facultad de que nosotros los euskaldunes podamos concertar nuestro concordato inmediata y directamente con la Santa Sede. Vamos a exigir, vamos a reclamar, vamos a reivindicar ante las Cortes lo que es nuestro.

Y refiriéndose al Estatuto de Estella

Vamos a pedirlo en nombre de la Libertad vasca, en nombre de la libertad de Euzkadi; que está por encima de los Parlamentos de todos los Estados y de todas las Constituciones españolas y no españolas, habidas y por haber.

Indalecio Prieto, en uno de sus discursos posteriores en las Cortes, hizo chiste de algunas de las ideas contenidas en el discurso de Pildain al manifestar que lo que se quería con el Estatuto de Estella era establecer un Gibraltar vaticanista.
Lo más polémico del discurso de Pildain fue sus comentarios respecto a la quema de iglesias y conventos que levantaron una enorme polvareda en toda España:

…no estamos dispuestos a entregar nuestro culto en manos de esas hordas que incendian bárbaramente, más que africanamente porque, en esta ocasión, el África empieza en Madrid

En su etapa como diputado en las Cortes, durante la Legislatura Constituyente, destacó por su encendida defensa de las prerrogativas de la Iglesia. Como orador en el Congreso debatió en cuestiones que afectaban a la Iglesia o a la enseñanza con parlamentarios como Fernando de los Ríos, Álvaro de Albornoz o Julián Besteiro. El político derechista José María Gil-Robles elogió su oratoria durante esos años: “En el grupo vasco-navarro de las Cortes Constituyentes destacaron los discursos de don Antonio Pildain -más tarde virtuoso obispo de Gran Canaria- reveladores de una altísima elocuencia y de una sólida y extensa cultura”. Sus 12 discursos parlamentarios fueron recogidos posteriormente en un libro denominado: En defensa de la Iglesia y de la libertad de enseñanza, publicado en Madrid en 1935.
El 13 de octubre de 1931 la Minoría Vasco-Navarra abandonó el Congreso en protesta por la aprobación de los artículos 24 y 26 de la Constitución que prohibían la enseñanza a las instituciones religiosas, terminaban con la subvención de la Iglesia y las órdenes religiosas por parte del Estado y expulsaban a los jesuitas del país.  El 9 de diciembre quedó aprobada la Constitución de la Segunda República española, de carácter laicista y que reservaba al Estado español las relaciones con la Santa Sede, una de las principales aspiraciones de la Minoría Vasco-Navarra, por ello el primer proyecto de Estatuto Vasco resultaba anticonstitucional. Tras la aprobación de la Constitución, los Diputados de la Minoría Vasco-Navarra volvieron al Congreso, pero la Coalición Católico-Fuerista acabó rompiéndose de facto, por desavenencias entre el PNV y el resto de movimientos integrantes del mismo, por el rumbo a seguir de ahí en adelante en lo relativo al estatuto y otras cuestiones, ya que el PNV adoptó una actitud más posibilista con las autoridades republicanas. Pildain quedó en el Congreso como un diputado más o menos afín al PNV, aunque siempre mantuvo su carácter independiente dentro de la Minoría. En las elecciones generales de España de 1933 el PNV trató de que Pildain se presentara a la reelección como integrante de una de sus candidaturas, pero el canónigo que siempre se había considerado apolítico rehusó, abandonó su breve carrera política y regresó al sacerdocio.

### Labor pastoral y nombramiento como obispo (1933-37)
En los años siguientes Pildain, en paralelo a su labor como canónigo de la Catedral de Vitoria, se dedicó a una labor de apostolado entre las clases obreras y la juventud dando cursillos en Acción Católica, en la Catequesis de Villa Suso (Vitoria), dando discursos en centros obreros, capillas y misiones populares. Fue muy activo en todo tipo de asambleas religiosas y de índole social.
Su labor fue finalmente premiada cuando el papa Pío XI lo nombró obispo de la diócesis de Canarias (que engloba la provincia oriental canaria de Las Palmas) el 18 de mayo de 1936, cuando Antonio Pildain contaba 46 años de edad. Sin embargo, el nombramiento de Pildain estuvo plagado de problemas. En primer lugar, el embajador de la República ante la Santa Sede protestó por el nombramiento, debido a la antigua militancia política de Pildain y a que la Santa Sede no había avisado previamente del mismo al gobierno español. En esto llegó el estallido de la guerra civil española en julio de 1936, que pilló a Pildain en Roma. Al poco de estallar la guerra, el embajador oficioso de los sublevados ante la Santa Sede protestó también por el nombramiento al considerar que Pildain era un nacionalista vasco. Para aquel entonces, sin embargo, Pildain se había distanciado mucho del PNV y el régimen franquista finalmente no puso impedimentos a su nombramiento. Fue consagrado obispo en Roma el 14 de noviembre de dicho año, aunque en su ceremonia de consagración las autoridades sublevadas vetaron la presencia de Mateo Múgica, obispo de Vitoria, maestro y mentor (el que había propuesto su nombramiento) y quien en principio iba a cooficiar la ceremonia.
Finalmente Pildain no entró en su diócesis hasta el 19 de marzo de 1937.

### Obispo de la diócesis de Canarias (1936-1966)

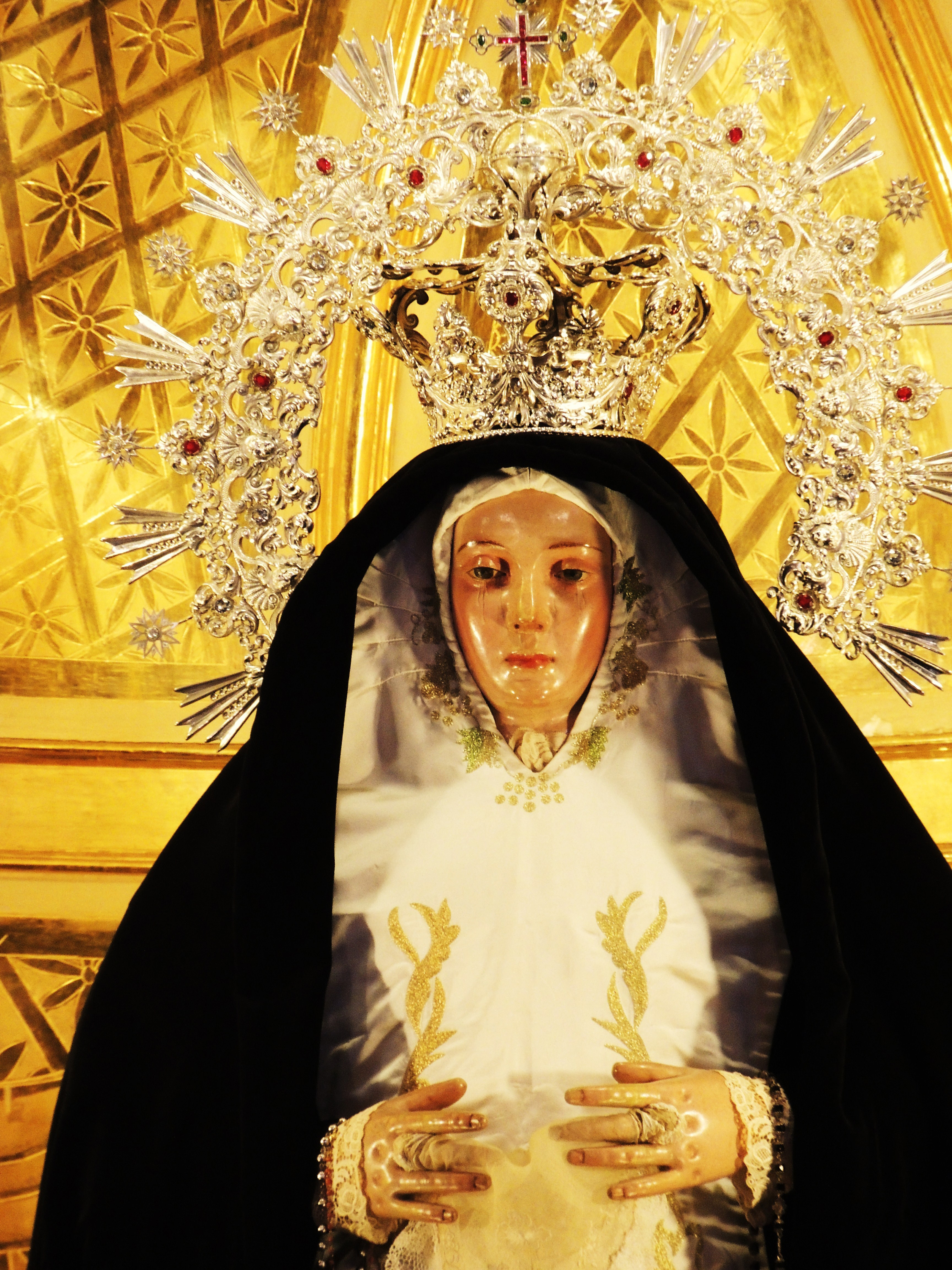
Imagen de Nuestra Señora de la Soledad de la Portería Coronada, a quien el obispo don Antonio Pildain profesaba gran devoción y a la cual coronó en nombre del papa Juan XXIII el 19 de marzo de 1964.

Antonio Pildain fue obispo de la diócesis de Canarias durante cerca de 30 años, siendo su pontificado el más duradero de la historia de esta diócesis. Su labor al frente de la misma y la influencia que tuvo en la sociedad canaria le han convertido en uno de los personajes más importantes de la historia de las Islas Canarias durante el siglo XX.
Se cuenta que al menos en una ocasión, como obispo de la diócesis de Canarias, Pildain se interpuso en los accesos a la sima de Jinámar, ubicada en los campos de volcanes del municipio de Telde, en la isla de Gran Canaria, para evitar algunos de los actos represivos ocurridos durante la guerra civil española en este lugar. Los actos de represión se producían por la noche con el propósito de ocultarlo a la población. Los detenidos eran transportados en camiones desde los centros de detención –en su mayoría provenían del campo de concentración de La Isleta (en Las Palmas de Gran Canaria), abierto hasta 1947– hasta la sima de Jinámar, desde cuyo precipicio serían arrojados para acabar sumaria y extrajudicialmente con sus vidas.
Además, durante la guerra y con el fin de evitar los crímenes del bando sublevado, llegó a prohibir a sus sacerdotes que colaboraran con las autoridades franquistas en la denuncia de simpatizantes de la República. En este sentido, el teólogo Enrique Miret Magdalena ha definido así la labor pastoral del obispo vasco durante la Guerra Civil y la dictadura franquista: «Una cuestión que le preocupó mucho a Pildain fue la persecución política en tiempos de Franco, ocurrida frecuentemente sin un juicio justo. Por eso fue a visitar a los presos políticos de su diócesis, interesándose por sus familiares, y pidiendo no sólo justicia auténtica, sino también el indulto».
Antonio Pildain era decididamente tradicionalista en el orden cultural y simpatizante del carlismo, un integrista o, como el mismo se calificaba, “intolerante doctrinal” pero “tolerante” para con el hombre concreto. Así, por un lado se distinguió por su rigor moral en cuestiones de vestir, la decencia cristiana y de «buenas costumbres», siendo famosa la pastoral que hizo leer en su diócesis a propósito de la película Gilda, exhibida en 1947, cuya proyección en la diócesis fue vetada por el obispo, o su carta pastoral de 1953 prohibiendo la obra de Unamuno titulada Don Miguel de Unamuno, hereje máximo y maestro de herejías.
Pero quizás por ese mismo hecho, a semejanza del Cardenal Segura, fue también un enérgico y sincero crítico del régimen de Franco en la medida en que pensaba que este no se ajustaba de forma íntegra a los presupuestos católicos que aseguraba defender. Distanciado del régimen franquista desde el inicio, se dedicó de lleno a su misión religiosa, a relaciones con el mundo obrero y auxilio a los pobres. Como muestra de su carácter cabe citar que, al mes de llegar a su diócesis y todavía con la Guerra Civil en curso, visitó el Penal de Gando, donde había numerosos presos políticos. También en sus cartas pastorales incidía en el hecho de que la Guerra Civil había sido causada en buena parte porque la Iglesia se había olvidado de las clases obreras y populares, lo que había permitido que en ellas calasen ideas que consideraba perniciosas, y que la Iglesia debía tratar de reevangelizar a esa parte de la población; o que los excesos y desmanes del capitalismo también habían contribuido a alimentar esas ideas —condenadas por el Papa Pío XI en Divini Redemptoris— y que, debido a ello, había que eliminarlos. Se puede decir, por tanto, que reorientó al clero de su diócesis hacia una labor de apostolado entre los pobres, enfermos y necesitados. Uno de sus principales legados como obispo fue la construcción del nuevo Seminario de Las Palmas.
El 21 de septiembre de 1947 acudió a la toma de posesión del obispo de la vecina diócesis de San Cristóbal de La Laguna, Monseñor Domingo Pérez Cáceres, en la Catedral de La Laguna. Una placa situada en la Capilla de Nuestra Señora de Los Remedios de este templo catedralicio rememora dicho acontecimiento.
El 19 de marzo de 1964, coronó a Nuestra Señora de la Soledad de la Portería Coronada en la Catedral de Canarias por mandato del papa Juan XXIII, llevando así a efecto la única coronación canónica de rango pontificio que se ha producido en la diócesis de Canarias.

### El Concilio Vaticano II
Tuvo un papel destacado durante el Concilio Vaticano II (1962-65). En este concilio se distinguió por sus intervenciones en contra de la libertad religiosa y la separación de la Iglesia y el Estado. Varios testimonios hay de su férrea lucha integrista por preservar la Unidad Católica de España y el Reinado Social de Jesucristo en las sociedades civiles, en contra de lo que consideraba la nefanda liberal libertad religiosa o de cultos. Cuenta Alberto Iniesta, el llamado «obispo rojo de Vallecas», asesor del Cardenal Tarancón y gran apasionado de la modernidad introducida por el Concilio Vaticano II, que, cuando el Vaticano II se disponía a votar el documento sobre la libertad religiosa, perseguida en España, el temperamental obispo de Canarias, Antonio Pildain, «completamente en contra, como la mayoría de los prelados españoles, afirmó que antes de que los obispos aprobaran semejante documento sería preferible que se hundiera el techo de la basílica sobre el aula conciliar y acabara con todos». Esto mismo cuenta en sus Memorias el fallecido y entusiasta progresista arzobispo de Pamplona José María Cirarda, que cuando los padres conciliares entraban en la basílica de San Pedro para votar la declaración Dignitatis humanae se encontró al Obispo de Canarias, Antonio Pildain y Zapiain: estaba pálido y rezaba «para que Dios intervenga para impedir la aprobación de dicha declaración». Expresó Cirarda: «Le acompañé a subir al coche, nos sentamos juntos y me dijo: “Don José María, usted no se escandalizará si le digo una cosa. Yo estoy convencido que la Declaración de la libertad religiosa es un enorme error”. “¿Por qué?”, le dije. “Porque la Iglesia ha enseñado siempre lo contrario”. […] Y me siguió diciendo el obispo Pildain: “Don José María, yo he enviado una propuesta al Concilio que empieza diciendo utinam ruat cupula sancti Petri super nos antequam approbemus Declarationem De Libertate Religiosa» (ojalá se derrumbe la cúpula de San Pedro sobre nosotros antes de que aprobemos la declaración de la libertad religiosa)”». Eran tiempos en los que los obispos sabían latín.
Sin embargo, Cirarda atribuye un drástico cambio de opinión en Pildain, cuando le dijo: «Don José María: no quiero escandalizarle. Esté Vd. seguro de que si la Declaración es aprobada, volveré a Canarias, subiré al púlpito y, como le he dicho antes, diré a mi pueblo: El Concilio ha enseñado doctrina distinta de la que yo os enseñé sobre la Libertad Religiosa. Estaba equivocado. No hagáis caso de lo que os enseñé. El Concilio tiene razón». Y, como relata Cirarda, así lo hizo a su regreso. Para evitar que gobiernos acatólicos pudieran tomar el poder en España, presentó una moción para derogar el derecho de presentación, que permitía al Estado español influir en la elección de los obispos.
Por otro lado, defendió el concepto de la iglesia de los pobres. En el citado concilio, realizó un importante discurso el 6 de noviembre de 1962 durante el debate suscitado por la reforma litúrgica. Pildain solicitó que en la plegaria a los fieles, además de orar «por todos los hombres, por los reyes y por los que tienen autoridad» (según 1 Tim, 2, 1-2), se hiciese mención explícita de los más pobres y necesitados —detallando incluso aspectos como la precariedad laboral, los salarios injustos, la falta de trabajo que conduce a la miseria, la falta de viviendas dignas y el problema del hambre—. Su propuesta influyó en la definitiva redacción del número 53 de la Constitución Sacrosanctum Concilium, ratificada por el Concilio con el enunciado «por los que se ven doblegados por diversas necesidades».

### Retirada y fallecimiento
El 5 de mayo de 1964 sufrió un infarto cardíaco que le retuvo un mes hospitalizado en una clínica de Las Palmas. Durante su ingreso hospitalario se enteró de que se iba a abrir en el barrio de Vegueta de Las Palmas la Casa-Museo Pérez Galdós y montó desde el hospital una campaña en contra de esta inauguración. Amenazó con excomulgar a los que trabajaron entonces para crear en la capital grancanaria la Casa Museo Pérez Galdós. Hasta tal punto, que escribió a Julián Marías, que iba a inaugurarla en 1960, para que desistiera de intervenir en el acto. Pildain consideraba a Pérez Galdós, como a Miguel de Unamuno, un hereje y un anticlerical y trató por todos los medios de evitar la inauguración de la casa-museo que le homenajeaba, pero no pudo evitar finalmente su apertura.
Logró superar su crisis cardíaca y en septiembre de 1965 volvió a Roma para acabar con los trabajos como padre conciliar del Vaticano II. 
A raíz de las recomendaciones del Vaticano II que aconsejaba que en determinados casos, como enfermedad o edad avanzada, los obispos renunciaran a su cargo; el papa Pablo VI publicó en agosto de 1966 el motu proprio Ecclesiae Sanctae donde pedía a los obispos que presentaran voluntariamente su dimisión antes de cumplir los 75 años de edad.
Pildain, quien contaba ya con 76 años de edad en el momento de la publicación del Ecclesiae Sanctae, acudió en noviembre a una audiencia privada con Pablo VI para presentar su dimisión y el 14 de noviembre de 1966 presentó formalmente su dimisión, aludiendo a su avanzada edad y al doble infarto que había sufrido 2 años antes. Al mes siguiente, el 16 de diciembre de 1966 Pablo VI aceptó su renunciar y le nombró obispo dimisionario de Canarias y obispo titular de Pomoria in partibus infidelium.
Pildain, despojado de su poder episcopal, decidió no retornar a su tierra natal y seguir residiendo en Las Palmas. Su sucesor como obispo, José Antonio Infantes Florido, quien tomó posesión el 21 de octubre de 1967, le permitió quedarse a vivir en un ala del Palacio del Obispado, entre la Plaza de Santa Ana y la calle Frías. Durante los siguientes años, hasta su muerte, Pildain llevó una vida discreta rezando y leyendo. Solamente abandonaba su retiro para pasear por la avenida Marítima y celebrar misa los domingos a la tarde en la catedral. 
Su estado de salud fue debilitándose progresivamente y en 1971 sufrió un nuevo infarto del que también logró recuperarse. El 7 de marzo de 1973 su estado de salud se deterioró tanto que tuvo que ser ingresado de forma definitiva en la Clínica San Roque de Las Palmas. Durante dos meses se debatió en dicha clínica entre la vida y la muerte hasta que murió el 7 de mayo de 1973 en Las Palmas de Gran Canaria. Fue enterrado en la capilla de Santa María de La Antigua en la Catedral de Canarias.
En 1989 la Caja Insular de Ahorros de Canarias publicó El Catecismo de Pildain.

## Monografías publicadas sobre Pildáin
- Pildain: Obispo de Canarias, Gabriel de Armas (1976)
- Visión sesgada de una gran obispo: El doctor Pildain, Juan Rodríguez Doreste (1985)
- Pildain, un obispo para una época, Agustín Chil Estévez (1987)
- El catecismo de Pildain.
- Pildain: cartas y documentos inéditos, Agustín Chil Estévez (2001)
- La sociedad canaria y la respuesta pastoral durante los episcopados de Pildain, Infantes y Echarren hasta la clausura del IV Sínodo Diocesano, 1992, Salvador Santana (2007)